# Sigloy
Sigloy je francouzská obec v departementu Loiret v regionu Centre-Val de Loire. V roce 2012 zde žilo 696 obyvatel.

## Sousední obce
Germigny-des-Prés, Guilly, Châteauneuf-sur-Loire, Neuvy-en-Sullias, Ouvrouer-les-Champs, Tigy

## Vývoj počtu obyvatel
Počet obyvatel